# Bivab
Bivab (Buss i Väst Aktiebolag) är ett samverkansbolag baserat i Göteborg. Det är det största svenskägda bussbolaget till årsomsättning. Företaget har flera delägare som deltar i upphandling av regional kollektivtrafik inom flera av Sveriges län, främst i mellersta och södra delarna av landet. 

## Delägare
- Aneby Buss
- Axelssons Turisttrafik
- BJ Trafik
- Bullarens Busstrafik
- Byggets Buss
- Carlsteins Trafik
- Dalslands Buss
- Ellénius Buss
- Gerts Busstrafik
- Gustavssons Busstrafik
- Hallgrens Buss
- Hellbergs Buss
- Horredstrafiken
- Jörlanda Buss & Taxi
- LEBU
- Leif-Åkes Buss
- Leja Touring
- Let's Go By Bus
- Lysekils Busstrafik
- M-Buss
- Öckeröbussarna
- Ödeborg Buss
- Omnibuslinjen Habohjo
- Reinholds Buss
- Ryssbybygdens Buss
- Sennans Buss
- Skogaby Taxi & Busstrafik
- Taxi Lilla Edet
- Tjörns Omnibustrafik
- Vårgårdabuss

## Avtalsområden
- Västtrafik
- Kalmar Länstrafik (KLT)
- Jönköpings Länstrafik (JLT)
- Länstrafiken Örebro
- Länstrafiken Kronoberg
- Hallandstrafiken
- Östgötatrafiken